# Theodor Johan Christian Ambders Brorsen
Theodor Johan Christian Ambders Brorsen, danski astronom, * 29. julij 1819, Nordborg, Danska, † 31. marec 1895.
Njemu v čast so po njem poimenovali asteroid 3979 Brorsen, ki ga je odkril Antonín Mrkos 8. novembra 1983 na Observatoriju na Kletu, po predlogu Jane Tiche (MPC 27734 – 28. avgust 1996).

## Življenje
Brorsen se je rodil v Nordborgu na Južnem Jutlandu na Danskem, kot sin očeta Christiana Augusta Brorsena (1793–1840) in matere Annette Margrethe Gerhardine Schumacher (1788–1855). Tri srednja imena je dobil po materinem starem očetu Johanu Christianu Ambdersu. Po želji matere je najprej študiral pravo v Kielu, Berlinu in Heidelbergu. Nazadnje se je odločil za študij astronomije, ki ga je bolj zanimala. Delal je na astronomskem observatoriju v Kielu in Altoni (predmestje Hamburga). Odklonil je delo na astronomskem observatoriju v Copenhagnu, sprejel pa je delo na zasebnem observatoriju barona Johna Parisha v Žamberku (sedaj Češka, takrat se je imenoval Senftenberg). Po smrti barona Parisha so dediči ukinili delo na observatoriju, čeprav je bil Brorsen pripravljen delati brezplačno. Nadaljeval je delo s svojimi napravami. V letu 1870 se je vrnil na Jutland, kjer pa se je nehal ukvarjati z astronomijo. Posvetil se je meteorološkemu opazovanju in botaniki.

## Delo
- odkril je pet kometov, ki imajo oznake 1846 III, 1846 VII, 1847 V, 1851 III in 1851 IV. Dva od njih sta periodična.

Komet 1847 V je znan kot Komet Brorsen-Metcalf (Joel Hastings Metcalf ga je ponovno odkril v letu 1919).
Komet 5D/Brorsen so nazadnje videli leta 1879. Opazovali so samo pet obhodov Sonca. Pripadal je Jupitrovi družini kometov.
Komet 23P/Brorsen-Metcalf so opazovali v letih 1847, 1919 in 1989. Pričakujejo ga spet leta 2059
- v letu 1850 je ponovno odkril emisijsko meglico v ozvezdju Oriona, ki je znana kot NGC 2024. Opazoval jo je že nemško-angleški glasbenik, skladatelj in astronom William Herschel (1738–1822) v letu 1786.
- v letu 1854 je objavil podatke o raiskovanju pojava v zvezi z zodiakalno svetlobo, ki se imenuje protisij ali gegenshein. Ta pojav je tudi pravilno pojasnil.
- leta 1856 je v ozvezdju Kače odkril kroglasto kopico, ki je danes katalogizirana kot NGC 6539.
- raziskoval je okultacijo in lastna gibanja zvezd. Na področju teoretične astronomije je izračunal prisončje kometnih in planetnih tirov.